# Freundschafts- und Friedensvertrag von 1984 zwischen Chile und Argentinien
Der Freundschafts- und Friedensvertrag von 1984 zwischen Chile und Argentinien wurde als Kompromiss in der Vatikanstadt am 29. November 1984 unterschrieben und später in beiden Ländern ratifiziert:
- am 30. Dezember 1984 wurde der Vertrag vom argentinischen Abgeordnetenkammer genehmigt,
- am 15. März 1985 vom argentinischen Senat,
- am 16. März 1985 vom argentinischen Vertreter des Präsidenten Raúl Alfonsín (der sich im Ausland befand),
- am 11. April 1985 wurde er von der chilenischen Militärjunta genehmigt,
- am 12. April 1985 von Augusto Pinochet unterschrieben,
- am 2. Mai 1985 wurden die Original-Urkunden zwischen den Außenministern ausgetauscht.

Aus diesem Grund wird manchmal 1984 und manchmal 1985 als Datum des Vertrags genannt.
Der Vertrag beinhaltet eine maritime Grenzziehung, ein Regelwerk zur Lösung von zwischenstaatlichen Kontroversen, legt Schifffahrtsrechte fest und präzisiert die Grenze an der Magellanstraße. Außerdem schließt er jede Beeinträchtigung der Rechte beider Staaten auf die Antarktis durch diesen Vertrag aus.

## Präambel
Der Friedensvertrag erkennt den Grenzvertrag von 1881 zwischen Chile und Argentinien und seine „begleitenden Instrumente“ als „unverrückbare Grundlage“ der Beziehungen zwischen Chile und Argentinien und beginnt mit der maritimen Grenzziehung „ab dem Ende der existierenden Grenze“. Dies bedeutet eine Anerkennung Argentiniens des anfänglich zurückgewiesenen Schiedsurteils von 1977. Der Vertrag bezieht sich nicht weiter auf die Inseln, die ja im Schiedsurteil Chile zugesprochen wurden. Der Vertrag nennt seinen Inhalt eine „Transaktion“.

## Die maritime Grenzziehung
| Punkt | südliche Breitengrad | westliche Längengrad |
| ----- | -------------------- | -------------------- |
| A     | 55°07',3             | 66°25',0             |
| B     | 55°11',0             | 66°04',7             |
| C     | 55°22',9             | 65°43',6             |
| D     | 56°22',8             | 65°43',6             |
| E     | 56°22',8             | 67°16',0             |
| F     | 58°21',1             | 67°16',0             |

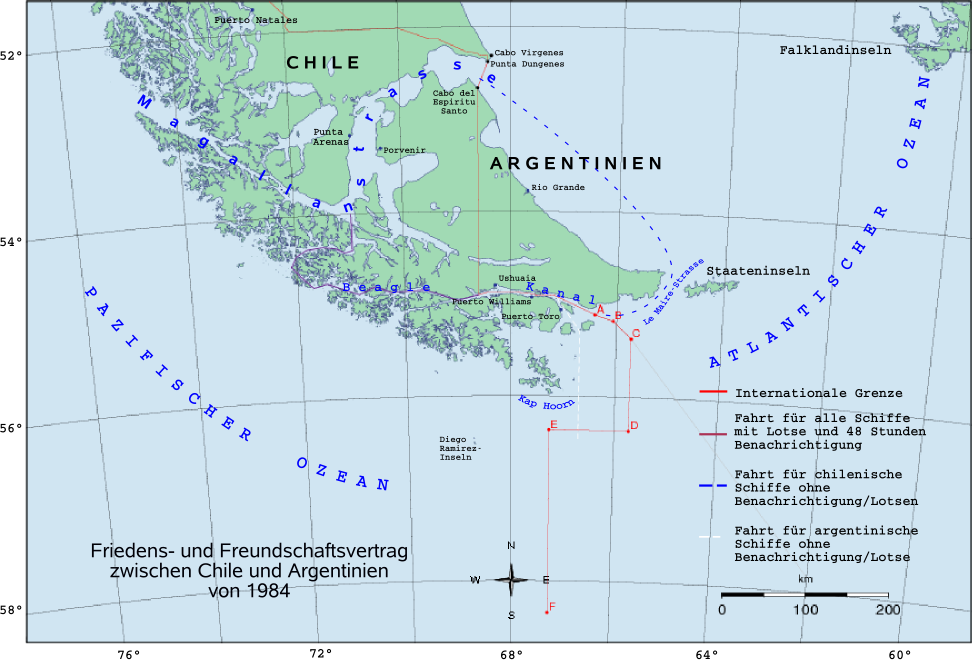
Die rote Linie auf der Karte ist die internationale Grenze. Sie zeigt außerdem die im Vertrag vereinbarte Punkte A, B, C, D, E und F. Alle Inseln südlich der großen Insel Feuerland gehören zu Chile mit Ausnahme kleinerer Inseln (u. a. Gable, Becasses) am nördlichen Kanalufer. Die graue Linie zeigt die nun obsolete maritime Grenze nach dem Laudo Arbitral (Schiedsspruch) von 1977. Die blaue Route ist für chilenische Schiffe frei befahrbar, die weiße Route ist für argentinische Schiffe frei befahrbar zwischen Beagle-Kanal und Antarktis und die violette Route ist mit chilenischen Lotsen an Bord und Benachrichtigung 48 Stunden davor befahrbar zwischen Beagle-Kanal und Magellanstraße.

Der Vertrag zieht die Strecken ABCDEF als Seegrenze zwischen beiden Staaten. Westlich von ihr liegt chilenisches Meer und östlich von ihr argentinisches Meer (siehe Bild rechts).

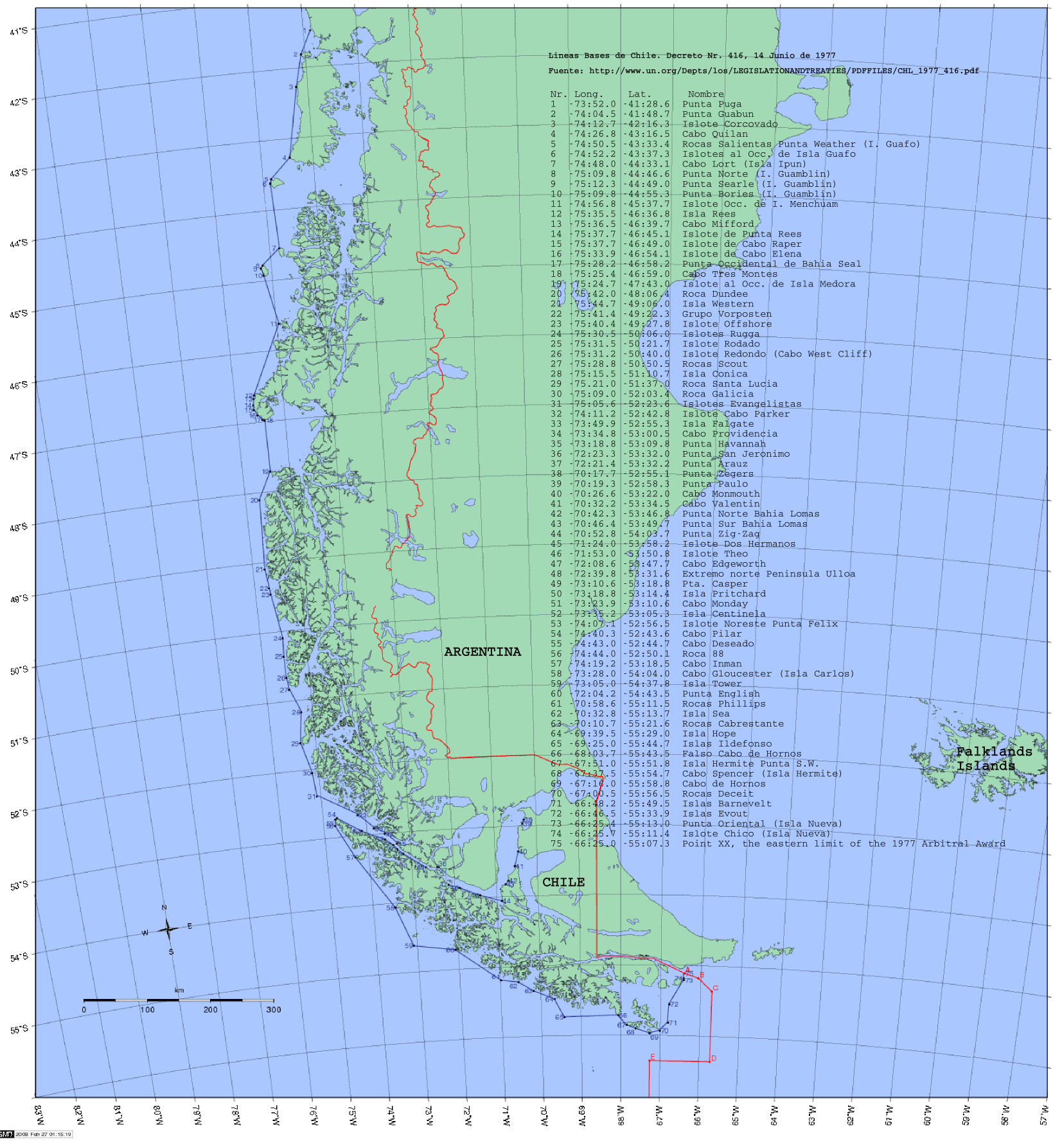
Chilenische Basislinien zur Begrenzung der Binnengewässer

Beide Staaten erkennen gegenseitig die von ihnen gezogenen Basislinien zur Begrenzung der Binnengewässer an. Zwischen dem Kap Hoorn-Meridian (67°16',0 West) und dem östlichsten Ende der Staateninsel vereinbaren beide Länder gegenseitig ihre Hoheitsgewässer auf nur 3 Seemeilen zu begrenzen.
Etwa 24 Seemeilen südlich von Kap Hoorn wird der Kap-Hoorn-Meridian die Seegrenze zwischen beiden Ländern.

## Die Schifffahrtsrechte
Chile gewährt Schiffen aller Nationen Schifffahrtsrechte zwischen den argentinischen Häfen im Beagle-Kanal und der Magellanstraße in beide Richtungen durch eine im Vertrag genau definierte Strecke (Magdalena-Kanal, Cockburn-Kanal, Brecknock-Durchgang oder Ocasión-Kanal, Ballenero-Kanal, O'Brien-Kanal, Timbales-Durchgang, Nordwestarm des Beagle-Kanal und Beagle-Kanal). Dafür müssen sie einen chilenischen Lotsen an Bord nehmen und die Reise 48 Stunden im Voraus anmelden.
Chile gewährt argentinischen Schiffen Schifffahrtsrechte zwischen den argentinischen Häfen im Beagle-Kanal und der Antarktis in beide Richtungen durch eine im Vertrag genau definierte Strecke im Seegebiet südlich des Beagle-Kanals (zwischen den Inseln Navarino und Picton dann zwischen den Inseln Nueva und Lennox), ohne Lotsen und ohne Voranmeldung.
Argentinien gewährt chilenischen Schiffen Schifffahrtsrechte für die Fahrt durch die Le-Maire-Straße, den Durchgang zwischen Feuerland und der Staateninsel, ohne Lotsen und ohne Voranmeldung.

## Die Magellanstraße
Die Magellanstraße ist seit dem Vertrag von 1881 chilenisches Staatsgebiet, entmilitarisiert und frei für die Schifffahrt aller Nationen.
Neu in dieser Hinsicht ist die vertraglich von Argentinien akzeptierte Verpflichtung, zu jeder Zeit und unter allen Umständen allen Schiffen freien Zugang zur und von der Magellanstraße zu gewähren.
Durch die argentinische Anerkennung der chilenischen Basislinien, in denen die Kanäle Abra, Barbara, Magdalena und Cockburn als chilenische Binnengewässer gezeichnet werden, erkennt Argentinien auch an, dass die Magellanstraße kein Delta auf der westlichen Mündung hat. Das beendete eine Forderung Argentiniens, freie Schifffahrt in diesen Kanälen zu haben.
Beide Länder verzichteten an der östlichen Magellanstraße-Mündung auf jedwede Rechte über die jeweilige eigene Grenze hinaus. Damit wurde die argentinische Behauptung, Miteigentümerin der Magellanstraße zu sein, abgewiesen. Die Forderung basierte auf dem Besitz der östliche Mündung (zwischen Cabo Vírgenes und Punta Dungenes) und zielte darauf, an der Regelung der Schifffahrt beteiligt zu werden.

## Die friedliche Beilegung von Kontroversen
Der Vertrag sieht ein Regelwerk zur politischen und juristischen Lösung von Streitigkeiten vor, falls direkte Verhandlungen scheitern sollten. Im Regelwerk hat der Papst eine entscheidende Rolle, falls eine Vermittlung nicht ausreicht, um den Disput zu beenden.

## Das argentinische Dekret 256/2010
Der Vertrag wurde auf die Probe gestellt, als am 17. Februar 2010 die argentinische Exekutive, im Zuge des Falkland-Konflikts, das Dekret 256/2010 erließ. Es verlangt von Schiffen, die in argentinischen Territorialgewässern fahren wollen und sich auf der Reise zu oder von den Falkland-Inseln, Südgeorgien oder den Südlichen Sandwichinseln befinden, die Beantragung einer Genehmigung, um ebendiese Fahrt machen zu dürfen. Das Dekret wurde von Richtlinie 14/2010 der Prefectura Naval Argentina implementiert.
Am 19. Mai 2010 legte das Vereinigte Königreich in eine note verbale seine Ablehnung des Dekrets, weil „es nicht in Einklang mit dem internationalen Recht sei, insbesondere mit den UN-Seerechtsübereinkommen,“ und bezüglich der Magellan-Straße betont die Note, dass „das Recht, diese Gewässer schnell und ohne Beschränkungen zu befahren, im Freundschafts- und Friedensvertrag von 1984 zwischen Chile und Argentinien gewährleistet ist“.
Im Artikel 10 des Vertrags steht: „Die Republik Argentinien übernimmt die Verpflichtung, das Recht von Schiffen aller Nationen aufrechtzuerhalten, zu jeder Zeit und unter allen Umstände schnell und ungehindert durch ihre Gewässern von und in die Magellan-Straße zu fahren.“